# Philip Roth
Philip Milton Roth (Newark, New Jersey, 19. ožujka 1933. – Manhattan, New York, 22. svibnja 2018.) bio je američki romanopisac.

## Životopis
Rodio se u obitelji Židova iz Galicije. Najpoznatiji je kao autor zbirke Zbogom Kolumbo iz 1959., romana Portnoyeva boljka iz 1969. i trilogije iz kasnih 90-ih koja mu je donijela Pulitzerovu nagradu. Predavao je engleski jezik do 1992. godine.
Pisao je i pod pseudonimima, a okušao se u raznim vrstama književnog izraza.

### Romani o Zuckerman-u
- The Ghost Writer (1979.)
- Zuckerman Unbound (1981)
- Sat anatomije (The Anatomy Lesson - 1983.)
- Praška orgija (The Prague Orgy - 1985.)
- The Counterlife (1986)
- American Pastoral (1997)
- I Married a Communist (1998)
- The Human Stain (2000)

### Roth
- The Facts: A Novelist's Autobiography (1988)
- Deception: A Novel (1990)
- Patrimony: A Memoir (1991)
- Operation Shylock: A Confession (1993)
- The Plot Against America (2004)

### Kepesh
- The Breast (1972)
- Profesor žudnje (The Professor of Desire - 1977.)
- The Dying Animal (2001)

### Ostali romani
- Zbogom Kolumbo (Goodbye, Columbus - 1959.)
- Letting Go (1962)
- When She Was Good (1967)
- Portnoyeva boljka (Portnoy's Complaint - 1969.)
- Our Gang (1971)
- The Great American Novel (1973)
- My Life As a Man (1974)
- Sabbath's Theater (1995)
- Everyman (2006)